# فاسيليس أنجيلوبولوس
فاسيليس أنجيلوبولوس (12 فبراير 1997 بأثينا في اليونان - ) هو لاعب كرة قدم يوناني في مركز الوسط. شارك مع منتخب اليونان تحت 17 سنة لكرة القدم. أما مع النوادي، فقد لعب مع باناثينايكوس.

## وصلات خارجية
- فاسيليس أنجيلوبولوس على موقع Soccerway.com (الإنجليزية)